# Conicera orientalis
Conicera orientalis är en tvåvingeart som beskrevs av Michailovskaya 2000. Conicera orientalis ingår i släktet Conicera och familjen puckelflugor. Inga underarter finns listade i Catalogue of Life.